# Medier i Argentina
Medier i Argentina utgörs främst av TV, radio och tidskrifter.
Regeringen äger via public service många medieföretag men det finns också privata bolag som har stort inflytande på marknaden, Grupo Clarin är en av dessa aktörer.
Det händer att reportrar som avslöjar korruptionshärvor blir trakasserade och även hotade för deras avslöjanden. Länge har regeringen och de privatägda mediebolagen varit i en konflikt och detta har bidragit till ett hårt tonläge inom debatten. 

## Dagspressen
Dagspressen: Grupo Clarin startades år 1999.
En av de största mediekoncernerna i Argentina och går med en årlig vinst på ca 2,4 biljarder dollar.
Tidningen Clarin är den populäraste och mest producerade tidningen i Argentina.
När Clarin blev den mest populära i den spansktalande världen 1980 toppade de sina intäkter på US$900 million.
1980 började företaget diversifiera sig gradvis.
De har sedan dess expanderat i både radio- och tv-branschen och äger många tv- och radiostationer i Argentina.

## Televisionen
Den Argentinska TV-branschen är stor och varierad.
Och Argentinska produktioner sänds ofta över stora delar av Sydamerika. Argentina har 5 stora Televisions nätverk. De 5 största huvudstäderna i provinserna har minst en lokalt TV-station.
| 1 | Telefe      | Telefónica                        | 8,3% |
| 2 | El Trece    | Grupo Clarín                      | 8,3% |
| 3 | América 2   | Multimedios América               | 4,9% |
| 4 | Canal 9     | Prime Argentina S.A.              | 4,7% |
| 5 | TVP digital | Radio y Televisión Argentina S.E. | 3,0% |

Argentinska TV-sändningar inleddes 1951 från start endast av statligt ägda Kanal 13 (sedan privatiserad). Färg-tv-sändningar var inte allmänt tillgängliga förrän 1978, när regeringen lanserade Argentina Televisora färg (ATC), för tillfället Kanal 7 Argentinas största offentliga TV-Station.

## Radio
Radio FM Federal är en argentinsk kommersiell fri radio station som ägs och drivs av Policía Federal Argentina (Argentina federala polisen). Det sänder från Buenos Aires på 99,5 MHz.
LR6 Radio Mitre är en radiostation i staden Buenos Aires. Den ägs och drivs av Grupo Clarin.
Det skapades 16 augusti 1925 under namnet The Nation Broadcasting LOZ. Under regering Juan Domingo Perón var den offentlig och så småningom åter privatiserades i oktober 1983.
År 1985 flyttade de  till sin nuvarande anläggning i 2668 Mansilla, Recoleta. Den förvärvades av Grupo Clarin 1992.
Sänder på 790 kHz AM. Det är en representant för radion i staden Cordoba.

## Ägarstruktur radio och TV
Ägarstrukturen av radio- och TV-bolag har blivit mer koncentrerad sedan början av 80-talet då en ny lag då yttrandefriheten och privatiseringar gjordes möjliga i större utsträckning gick igenom.
Det finns för närvarande 42 TV-stationer i Argentina och de flesta är privatägda.
I Argentina finns det närmare 100 radiostationer både offentliga och privata.
Tv sänds i närmare ett 40-tal stationer där ett är statligt och 3 är privata.
Kanalerna har största spridning i huvudstaden Buenos Aires men sänds till inre delarna av landet via satellit.
Både den federala regeringen och de olika provins regeringarna har tidigare varit inblandade i olika skandaler genom av försök till att påverka medierna. Genom att välja att endast annonsera i de tidningar som skriver regeringsvänliga budskap och valt att inte investera i de som skriver kritik.
Högsta domstolen har dömt och fällt regeringen för detta och de har fått betala skadestånd.

## Lagar och regler
Argentina konstitution föreskriver pressfrihet och yttrandefrihet, och begränsar kongressen från att passera lagstiftning som skulle äventyra dessa friheter. Ärekränkning relaterade brott avkriminaliserades för journalister 2009 och kan inte längre leda till fängelsestraff. Däremot kan böter fortfarande utfärdas.
2011 genomfördes ändringar  av en antiterrorism lag och straffen blev ökade för terroristhandlingar. En tolkning av chefen för Argentinas ekonomiska utredningar enhet konstaterade att nyhetskanaler kan ställas till svars enligt lagen om de publicerat material som "terroriserar" allmänheten. Trots att regeringen uppgav att åtgärden inte var avsedd att användas mot media, många anser att lagen är bristfällig.
Argentina har ingen federal lag om tillgång till information, trots att många försök har genomförts för att få en sådan passerad i kongressen. Men vissa provinser och kommuner har redan en liknande lagstiftning på plats, och Högsta domstolen har fastställt begäran om information om konstitutionella skäl under de senaste åren. Bristen på federal lagstiftning är särskilt problematisk med tanke på Fernández de Kirchner regering rekord för att manipulera viktiga ekonomiska och annan statistik. I avsaknad av tillförlitliga officiella siffror, journalister används ofta uppskattningar från privata ekonomer och konsulter. I det förflutna, har Secretary of Commerce utfärdat böter till journalister som publicerade oberoende uppgifter för  att "lura handel och industri." The Macri administrationen lovade att återställa integriteten hos den nationella statistikbyrån.

## Referenslista
1. ↑  ”Inicio | Grupo Clarín” (på spanska). www.grupoclarin.com.ar. Arkiverad från originalet den 20 januari 2017. https://web.archive.org/web/20170120033940/http://www.grupoclarin.com.ar/. Läst 13 februari 2017.
2. ↑  https://www.nytimes.com/2016/12/27/world/americas/argentina-cristina-fernandez-kirchner-mauricio-macri.html?_r=0
3. ↑  ”Clarín Group” (på engelska). Wikipedia. https://en.wikipedia.org/w/index.php?title=Clar%C3%ADn_Group&oldid=763421675. Läst 13 februari 2017.
4. ↑  ”Television in Argentina” (på engelska). Wikipedia. https://en.wikipedia.org/w/index.php?title=Television_in_Argentina&oldid=754496141. Läst 13 februari 2017.
5. ↑  ”Argentina - Uppslagsverk - NE”. www.ne.se. http://www.ne.se/uppslagsverk/encyklopedi/l%C3%A5ng/argentina#massmedier. Läst 13 februari 2017.
6. ↑  ”FM Federal” (på engelska). Wikipedia. https://en.wikipedia.org/w/index.php?title=FM_Federal&oldid=703668526. Läst 13 februari 2017.
7. ↑  ”Radio Mitre” (på engelska). Wikipedia. https://en.wikipedia.org/w/index.php?title=Radio_Mitre&oldid=733248330. Läst 13 februari 2017.
8. ↑  ”Argentina’s free press is in grave danger. Book review of “Tiempos turbulentos””. Washington Post. https://www.washingtonpost.com/news/volokh-conspiracy/wp/2015/02/09/argentinas-free-press-is-in-grave-danger-book-review-of-tiempos-turbulentos/. Läst 13 februari 2017.
9. ↑  ”Argentina | Country report | Freedom of the Press | 2016” (på engelska). freedomhouse.org. Arkiverad från originalet den 14 februari 2017. https://web.archive.org/web/20170214101626/https://freedomhouse.org/report/freedom-press/2016/argentina. Läst 13 februari 2017.